# Paralpenus
Paralpenus é um género de traça pertencente à família Arctiidae.